# Commentatio Botanico-Medica de Salvia
Commentatio Botanico-Medica de Salvia (abreviado Comm. Bot.-Med. Salvia) es un libro con ilustraciones y descripciones botánicas que fue escrito por el botánico alemán Andreas Ernst Etlinger y publicado en el año 1777.